# Reguengo e São Julião
Reguengo e São Julião (llamada oficialmente União das Freguesias de Reguengo e São Julião) es una freguesia portuguesa del municipio de Portalegre, distrito de Portalegre.

## Historia
Fue creada el 28 de enero de 2013 en aplicación de una resolución de la Asamblea de la República de Portugal promulgada el 16 de enero de 2013 con la unión de las freguesias de Reguengo y São Julião, pasando su sede a estar situada en la antigua freguesia de Reguengo.

## Demografía
| Gráfica de evolución demográfica de Reguengo e São Julião entre 2011 y 2021 |
|                                                                             |
| Datos según el nomenclátor publicado por el INE portugués.                  |